# 삼위일체
삼위일체(三位一體, 고대 그리스어:  Τριάς 트리아스[*], 라틴어: Trinitas 트리니타스[*])란 그리스도교에서 성경적으로 또한 신학적으로 중요한 위치를 차지하는 교리이다. 하나님은 본질에서 한 분이시며 위격(位格, 고대 그리스어: ὑπόστασις 휘포스타시스[*])에서는 세 분으로 존재하신다는 것이다. 삼위일체에 대해서 동방교회는 본질에 한 분이신 하나님께서 세 위격으로 되는 신비를 지지했고, 서방교회는 세 위격으로 존재하는 하나님이 동일본질로 한 분 하나님이 되는 신비를 지지하며 신학적 관점의 차이를 보였다.

## 구약성경
구약성서는 여러 구절에서 삼위일체를 언급하는 것으로 해석되었다. 삼위일체에 대한 성경적 근거는 이미 구약성경에서 자주 나타났고, 신약성경에서는 여러 곳에서 아버지와 아들과 성령이라는 문구가 증거되었다.
나지안조스의 그리고리오스와 같은 교부들은 계시가 점진적이었다고 하면서 "구약성서는 아버지를 공공연하게, 아들은 더 모호하게 선언했다"고 하며 "아버지의 신격이 아직 인정받지 못했을 때에는 분명히 아들을 선포하는 것이 안전하지 않았기 때문"이라고 주장했다.
창세기 18장과 19장은 삼위일체를 나타내는 본문으로 해석되기도 하는데, 아우구스티누스에 따르면, 18장의 세 사람은 인간의 형태로 나타난 삼위일체 하느님이었다.

### 복수 형태
구약성서에서는 복수형 히브리어인 엘로힘(אֱלֹהִים)이 하느님을 가리키는 단어로 사용된다. 또 아래와 같은 본문들은 "우리"라는 복수 인칭 대명사를 사용한다. 전자와 후자는 두 개 이상의 것들을 분명하게 지칭하는 히브리어이므로 하느님의 복수적 측면을 나타낸다.
구약성서에서는 하느님이 복수형으로 지칭하는 구절이 있다.

### 메시야 예언
아래는 이사야 9장과 다니엘 7장에 나오는 메시아에 대한 예언이다.
우리를 위하여 태어날 한 아기, 우리에게 주시는 아드님, 그 어깨에는 주권이 메어지겠고 그 이름은 탁월한 경륜가, 용사이신 하느님, 영원한 아버지, 평화의 왕이라 불릴 것입니다.— 이사야 9,6

나는 밤에 또 이상한 광경을 보았는데 사람 모습을 한 이가 하늘에서 구름을 타고 와서 태곳적부터 계신 이 앞으로 인도되어 나아갔다. 주권과 영화와 나라가 그에게 맡겨지고 인종과 말이 다른 뭇 백성들의 섬김을 받게 되었다. 그의 주권은 스러지지 아니하고 영원히 갈 것이며 그의 나라는 멸망하지 아니하리라.— 다니엘 7,13-14

다음의 본문들은 삼위일체를 나타내는 본문으로 비춰진다.
이리로 가까이 와서 내 말을 들어라. 처음부터 나는 숨어서 수군거리지 않았다. 이 모든 일이 이루어질 때, 바로 현장에 나는 있었다." 이제 주 야훼께서 당신의 영을 주시어 나를 보내신다.— 이사야 48,16

주 야훼의 영을 내려주시며 야훼께서 나에게 기름을 부어주시고 나를 보내시며 이르셨다. "억눌린 자들에게 복음을 전하여라. 찢긴 마음을 싸매 주고, 포로들에게 해방을 알려라. 옥에 갇힌 자들에게 자유를 선포하여라.— 이사야 61,1

## 신약성경
요한은 요한1서에서 "하느님이 자신의 아들인 예수 그리스도를 보냈다는 것을 믿는 것"이 계명을 지키고 하느님을 사랑하는 것이라고 말하고 있고, 또한 그것을 증거하는 분이 성령이라고 시사하고 있으며, 그 셋은 하나라고 명확히 함으로 삼위일체론을 뒷받침하는 구절을 기록해 놓았다.
기독교의 경전 중에서 요한의 복음서에서도 그리스도의 선재와 성령의 오심을 설명하여 삼위의 개념을 다루고 있다.

## 역사
기독교회에서 삼위일체론의 초기 기원은 그리스도론(기독론)의 확장에서 시작되었다. 막 태동되었던 기독교에게 70년 유대 전쟁에서 다른 유파가 사라지고 유일하게 남은 바리사이파 유대교와 인성을 강조하는 에비온주의, 신성의 영적 요소만을 강조하는 영지주의의 등장으로 기독교 뿌리를 흔든 자극이 되었고, 육체를 가지신 제2 하느님이신 그리스도가 누구인지 논리적인 설명인 신학이론이 필요했다. 이 즈음에 형성된 신약성경을 바탕으로 그리스도론과 그 그리스도론의 존재 이유에 대한 설명인 삼위일체가 등장하였다. 삼위일체는 점차 발전하여 이 세상을 설명하는 세계관과 신학적 지침으로서 기독교에 중요한 교리가 되었다.
사상적 개념으로는 기독교 초기의 환경이었던 유대교, 다신론, 영지주의 등의 배경에서 예수 그리스도가 하느님의 아들로 보내졌고, 아들이 이 땅에 존재했으며, 십자가에 못 박혀 죽고 부활한 후에도 함께하시는 주, 즉 기독교가 고백하는 주에 대한 새로운 설명이 요청되었다. 특히 영지주의의 유출설과 마르키온주의의 이원론은 그리스도론을 뒤흔드는 사건이었고, 이 문제를 해결하기 위한 신학적 개념이 필요했다. 이 새로운 개념은 흔히 325년 니케아 공의회와 381년 콘스탄티노플 공의회에서 호모우시우스라는 예수와 성부가 동일 본질이라는 관념을 더욱 발전시키고 논리적으로 체계화 시켜 삼위일체로서 확정했다. 니케아 공의회 이전부터 교부들 사이에서 받아들여지던 호모우시우스의 “동질적이고 하나의 실체로 된 아들과 아버지”라는 관념에 도전하여 삼위일체를 부인한 아리우스는 제1차 니케아 공의회에 의하여 파문되었다.
공의회의 결정 이전에 1세기 사도 교부인 로마의 클레멘스의 삼위 언급 즉 "하느님의 사심, 주 예수 그리스도의 사심, 성령으로"라고 고백하는 문헌과 성육신 이전 예수 그리스도의 선재를 받아들이는 기록이 있다. 사도 교부인 안티오키아의 이그나티우스도 이미 존재했던 세례의 문구와 요한복음서를 활용하여 삼위 개념을 언급했다. 2세기를 맞으며 기독교 변증가들은 성부와 성자의 관계를 설명하는 틀을 신학적으로 마련하고자 애썼다. 로고스 개념을 활용하여 유스티아누스에서 타티아누스, 안디오키아의 테오필루스로 이어지며 발전하였다. 2세기의 신학자 이레니우스의 경세적 삼위일체론의 등장과 이후 초대 기독교 전승을 기록한 사도전승에서 이미 삼위일체 개념을 따라 서품되는 감독자의 기도문이 있으며, 그 후 3세기 신학자 히폴리투스와 테르툴리아누스의 삼위일체론을 바탕으로 4세기 공의회의 결정이 이루어졌다.
삼위일체의 개념이 4세기 즈음에 고안되었다고 보기도 하는데, 일부 종교 학자들은 삼위일체설이 기독교의 개념에 기반을 두고 있다는 것을 부인하고 있고, 또 이는 하느님의 본성에 대한 초기 기독교에서 비롯되었다는 주장도 있으며, 기독교 선교 이전 플라톤이 주장하던 성 삼위일체의 개념에서 가져온 것이라는 주장도 있다. 다른 학자는 삼위일체라는 개념이 기독교의 삼위일체설은 고대 이집트, 힌두교를 비롯한 고대 신앙의 영향을 받아 혼입된 교리라고 주장하기도 한다.
현재는 대다수의 기독교 종파들이 삼위일체를 중심적인 교리로 이해하고 있다. 요한의 복음서 14장에서 설명된 것처럼 예수 그리스도는 공생애를 통하여 자신이 곧 하느님이라는 사실과, 자신이 성부의 독생자로서 성부와 영원한 관계에 있다는 것과, 성령도 하느님으로서 하느님의 일을 한다는 것을 보여주었으며, 하느님은 '절대단독주체 (Absolute Singleness)'가 아니며 성부, 성자, 성령 삼위가 하나이며 이를 통하여 예수는 삼위일체의 그 자체였다고 주장한다. 그러나 삼위일체가 모든 기독교 종파의 주요 교리로 사용되지는 않는다. 니케아 신경과 보편교회의 세계공의회 전통을 거부하는 회복주의 계열의 일부 교파에서는 비성경적 논리에 불과하다며 삼위일체설을 부인하기도 한다.
니케아 공의회에서 교의 확정이 압제적으로 이루어졌다고 주장한다.

## 신학

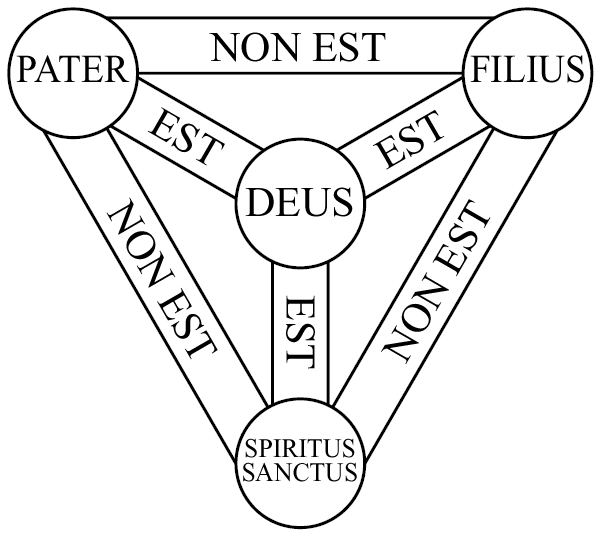
삼위일체 방패(Scutum Fidei). 아버지(Pater)와 아들(Filius)과 성령(Spiritus Sanctus)은 동일한 인격이 아니나(non est) 한 하느님(하나님)이다.

- 기독교에서 성부(聖父), 성자(聖子), 성령(聖靈)은 삼위(3 Persons, 세 위격, 세 분, 三位)로 존재하지만, 본질(essence)은 한 분 하느님이라는 교리이다.[25] 삼위일체라는 표현은 교회에서 구약이라고 부르고 있는 타나크는 다양한 방식으로 간접적인 삼위일체가 나타나며, 신약성경 2고린 13:13에는 "주 예수 그리스도의 은총과 하느님의 사랑과 성령께서 이루어주시는 친교를 여러분 모두가 누리시기를 빕니다."라는 표현에서 삼위일체가 분명하게 제시되고 있다. 삼위일체라는 용어는 후대 교회에서 사용하였다. 또 신구파를 막론한 대다수의 기독교는 삼위에 대한 개념이 요한 복음서 등에서 간접적으로 암시함(아버지와 아들이 하나라는 표현이 자주 나옴)을 주장하며 옹호하고 있다. 삼위일체라는 말은 성서에 나오지 않는다. 기원후 200년경 라틴 신학자인 테르툴리아누스가 신을 설명하기 위해 트리니타스(trinitas)라는 말을 만들어낸 게 그 시초다. 그리스도교 찬송가는 주로 삼위일체를 세 행으로 꾸며 성부, 성자, 성령에 각각 한 행씩 배당한다. 구약성서에는 삼위일체의 '예고편'이 있다. 아브라함 족장을 방문한 '사람 셋'은 '주'라고도 지칭되는데, 일부 그리스도교도는 이를 가리켜 삼위일체가 아브라함을 방문한 것이라고 해석한다. 성자가 예수라는 세속의 형태로 태어나기 훨씬 전이다. 동방정교회의 화가들은 아브라함과 이 '구약성서의 삼위일체'를 여러 차례 그림으로 표현했다.
- 참고로 사람의 인격이나 하나님의 위격이 Persons으로 번역되는 것은 영어 표현의 한계인데 이것을 잘못 적용해 인격이라는 용어를 사용해서 삼위일체를 설명하는 것은 적합하지 않다.   그 이유는 사람의 인격과 하나님의 위격은 구분해야 하고 예수 그리스도는 1개의 위격에 2개의 본성인 신성과 인성을 가지고 있기 때문이다.  또 삼위라는 단어는 3개의 위격을 뜻하는 단어라는 것을 기억해야 한다.

### 교부
카파도키아 교부들은 하느님이 "세 위격" 안의 "한 본질"이라는 정식을 확립했다.
그리스 교부들은 성부의 단일기원(Μοναρχία)를 주장하면서, 성자와 성령의 위격적 존재의 기원을 공통본질에 두지 않고 성부의 휘포스타시스에 둔다. 대표적으로 나지안조스의 그리고리오스는 "동일본질이시기에 각 분이 하느님이시며, 성부의 단일기원으로 인해 한 분 하느님이시다."라고 말했다.
나지안조스의 그리고리오스에 따르면, 하나님에 관한 말씀은 삼위일체에 관한 말씀으로서 "빛으로부터(성부), 빛(성자), 빛 안에서(성령)"를 포괄한다. 즉, "간결하고 단순하게 하나님에 관한 교리"이다.

### 다양한 해석
- 삼신론: '세 위격의 세 하느님'이라는 이론이다.
- 양태론(modalism): 하느님이 시대에 따라 성부·성자·성령의 모습으로 나타나는 '한 인격의 한 하느님'이라는 이론이다. 간단히 말해서 구약의 시대에는 성부로, 신약의 시대에는 성자로, 신약 이후에는 성령으로 활동한다는 주장이 양태론적 이론의 일례이다.
- 종속론 : 성부와 성자와 성령이 온전히 하나인 주체이나, 성자와 성령은 성부에게 종속되어 있다는 이론이다.
- 양자론 : 양자론은 하느님이 예수를 양자로 삼았기 때문에, 예수가 하느님의 아들이 되었다는 주장이다.

### 기독교 전통
- 교회력을 지키는 교회들은 대부분 성 삼위일체 주일을 정하여 삼위일체인 하느님을 기념한다.
- 로마 가톨릭교회, 동방 정교회와 일부 개신교(루터교, 성공회) 등의 예절인 십자성호 및 성호경은 삼위일체를 상징한다.

### 삼위일체가 포함된 신조
- 아타나시오 신경
- 사도신경
- 니케아 신경
- 니케아-콘스탄티노폴리스 신경
- 영국 성공회 39개조 신조
- 칼케돈 신경

## 교파별 견해

### 찬성 견해
삼위일체 찬성 교파와 교단은 대부분 그리스도교의 신학적 전통을 계승하고, 구약성경, 신약성경만을 경전으로 인정하고, 보편교회 시대의 신학적 기준을 사도적 지침이라 여기고 수용하는 교단들이다. 동방정교회와 천주교회, 개신교회 교단들인 루터교회, 개혁교회, 성공회교회, 침례교회, 장로교회, 감리교회, 성결교회, 오순절교회 등이다.
삼위일체의 요소는 성부, 성자, 성령인데 마태오 복음 11장 27절과 마르코 복음 10장 22절에서 예수는 ‘아버지’로부터 모든 것을 받았다고 하는 데서 비롯된다.
아버지께서는 모든 것을 저에게 맡겨주셨습니다. 아버지밖에는 아들을 아는 이가 없고 아들과 또 그가 아버지를 계시하려고 택한 사람들밖에는 아버지를 아는 이가 없습니다."— 마태오의 복음서 11장 27절 (공동번역)

또한 28장 19절에서는 "아버지와 아들과 성령의 이름으로 세례"를 주라고 가르쳤고, 요한 복음서 14장은 이를 더욱 구체화하여 서술하고 있다. 코린토인들에게 보낸 첫째 편지 8장 6절에는 대구법을 통해 예수 그리스도가 곧 창조주와 동일함을 시사하고 있다.
우리에게는 아버지가 되시는 하느님 한 분이 계실 뿐입니다. 그분은 만물을 창조하신 분이며 우리는 그분을 위해서 있습니다. 또 주님은 예수 그리스도 한 분이 계실 뿐이고 그분을 통해서 만물이 존재하고 우리도 그분으로 말미암아 살아갑니다. — 고린토인들에게 보낸 첫째 편지 8장 6절 (공동번역)

### 반대 견해
삼위일체 반대 교단들은 대부분 19세기 이후에 등장한 교파로, 현재 주류 그리스도교의 신학적 전통을 배교라 여기고, 초대교회에서 보편교회 시기를 지나며 현재 교회가 배교로 단절되었으며, 삼위일체 역시 단절의 이론이므로 이를 거부하는 것이 단절을 잇는 방법이라고 주장한다. 니케아 신경과 보편교회의 세계공의회 교리를 거부하는 회복주의 성향들로 여호와의 증인, 예수그리스도후기성도, 유니테리언 등이다.
구약성경 신명기 6장 4절에서 나오는 "너, 이스라엘아 들어라. 우리의 하느님(하나님)은 야훼시다. 야훼 한 분뿐이시다."라는 구절과 신약성경 마태오의 복음서 4장 10절에서 "사탄아, 물러가라! 성서에 '주님이신 너희 하느님(하나님)을 경배하고 그분만을 섬겨라.' 하시지 않았느냐?"라는 구절 등 성서의 여러 면을 살펴보면 삼위일체와 관계되지 않는 듯한 내용도 담겨져 있다. 여호와의 증인이나 유니테리언, 그리스도아델피안 등의 삼위일체를 부인하는 종파는 이 점 또한 지적하며 만약 예수 그리스도가 삼위일체의 일부분이었다면 "오직 그분에게만"이라고 하지 않고 "우리에게"라고 말할 수도 있었을 것이라고 주장한다.

## 이슬람교
이슬람교에서는 유일신 사상을 가지며, 이 삼위일체 교리에 대하여 혐오하는 반응이 그들의 경전 코란에 나와 있다.(수라 4:171, 5:73) 이러한 유일신 사상이 전투적이며 호전적인 이슬람을 나타내기 위한 기본적인 뼈대로 보기도 한다.

## 같이 보기
- 동일본질
- 유사본질
- 기독교의 하나님
- 삼상신
- 반삼위일체론
- 니케아 신경
- 아타나시우스 신경
- 언약신학